# Brachycyrtus australis
Brachycyrtus australis là một loài tò vò trong họ Ichneumonidae.